# Eriborus similis
Eriborus similis là một loài tò vò trong họ Ichneumonidae.